# 台湾脊蛇
台湾脊蛇（学名：Achalinus formosanus）为游蛇科脊蛇属的爬行动物，又名台灣脊蛇，是台灣的特有亞种。分布于台灣本島與琉球群島。该物种的模式产地在台湾中部。其种加词“formosanus”意为“台湾的”。

## 特徵

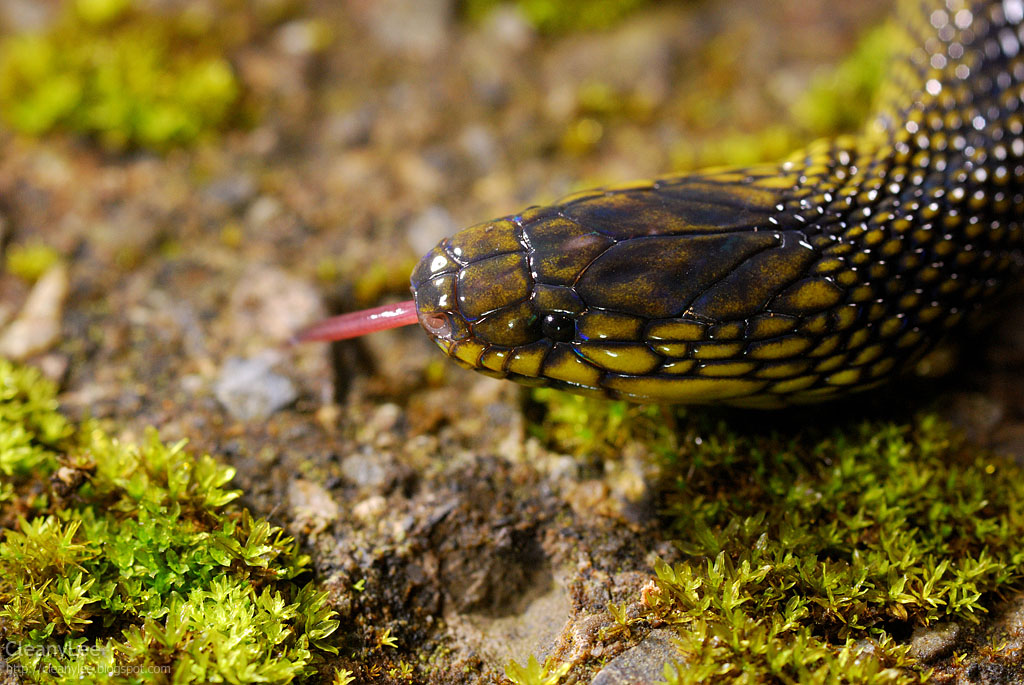

台湾脊蛇為無毒的中、小型蛇類，體長約90 cm（35英寸）。整個身體在光線下會呈虹彩光澤。頭部小而橢圓形，沒有明顯的頸部。身體纖細，尾巴稍短。像珠子一樣的眼睛很小，呈不帶光澤的黑色。頭部上半部、身體和尾巴是均勻的橄欖色，淺棕褐色或黑色。身體和尾巴上的中背部中央有一條黑色的縱向線。腹面為橄欖黃色或深灰色。幼體通常是黑色。

## 習性
棲息於中、高海拔山區，喜歡在闊葉林和混合林的邊緣地帶活動。夜間出沒，可能捕食蚯蚓、蛞蝓和青蛙。無毒，沒有攻擊性，卵生。

## 分布
台灣、西表島、石垣島及八重山群島。

## 保育
並無已知的明顯威脅。在台灣為非保育物種。但在日本的Achalinus formosanus chigirai亞種，則被歸類為"近危"。
本种于2023年被收录入《有重要生态、科学、社会价值的陆生野生动物名录》。

## 亞種
- Achalinus formosanus formosanus Boulenger, 1908：分布於台灣中部及南部海拔約1,000—2,000米（3,300—6,600英尺）[3]山區。
- Achalinus formosanus chigirai Ota and Toyama, 1989：分布於八重山群島的西表島和石垣島，主要棲息於海拔200米（660英尺）以下區域。[6]